# Hikaitaan
Hikaitaan, (Punjabi : ਹਿਕਾਇਤਾਂ ), est le pluriel de Hikayat un mot arabe qui veut dire histoire et qui est souvent utilisé dans la tradition malaisienne. Les Hikaitaan font référence à onze contes écrits vraisemblablement par le dixième Guru sikh, Guru Gobind Singh en annexe de son Épitre de la victoire, Zafarnamah.
Les Hikaitaan sont des contes, des légendes qui avec des métaphores sur des souverains rappellent par exemple aux dirigeants des peuples de l'époque leurs engagements moraux aux services de tous.
Ces onze Hikaitaan se retrouvent dans le livre sacré sikh: le Dasam Granth.

## Source
- (en) Cet article est partiellement ou en totalité issu de l’article de Wikipédia en anglais intitulé « Hikaaitaan » (voir la liste des auteurs).
- Hikayat dans SikhiWiki, l'encyclopédie sikhe en anglais.